# إدموند أمون جان
إدموند أمون جان (بالفرنسية: Edmond Aman-Jean)‏ (13 يناير 1858 – 25 يناير 1936) رسام فرنسي ينتمي للمدرسة الرمزية، وشارك في تأسيس سالون دي تويليري في عام 1923.

## روابط خارجية
- إدموند أمون جان على موقع أوليمبيديا (الإنجليزية)